# Элстон (деревня)
Элстон (англ. Elston) — деревня и община в графстве Ноттингемшир в центральной Англии. Община находится к юго-западу от Ньюарка, между реками Трент и Девон, в миле от шоссе A46. Исторический рынок Ньюарка находится в шести милях к северу от Элстона.
Население Элстона составляет 650 человек в 280 домохозяйствах.

## История
Деревня была основана англами в 5 столетии нашей эры. Квадратная форма деревни типично англосаксонская. Название деревни происходит от имени лидера Элва (англ. Elva) и упоминается в Книге Страшного суда, как Элвастун (англ. Elvastub). В деревне сохранилось множество исторических средневековых зданий: Элстон Холл, церковь всех святых Элстона, часовня Элстона, методистская часовня, старая часовня Иса и поместье проповедника Роберта Мидлтона.

## Элстон Холл
Элстон Холл был домом семьи Дарвинов с 1680 до Второй мировой войны, когда здание было продано. Наиболее известный человек, проживавший в Элстон Холее — ученый Эразм Дарвин, дед натуралиста Чарлза Дарвина и основатель Лунного общества, интеллектуального клуба, в котором состояли Джеймс Уатт, Роберт Бойль и Бенджамин Франклин.

## Часовня Элстона
Часовня Элстона — бывшая приходская церковь, больше не используемая для регулярных богослужений. Надзор за церковью осуществляется трестом по сохранению церквей. Здание представляет собой памятник норманнской архитектуры,  и ей присвоен первый класс в списке зданий Англии, представляющих архитектурный или исторический интерес. Есть предположение, что раньше часовня относилась к лепрозорию, посвященному святому Леонарду.